# Il ragazzo volante
Il ragazzo volante (How I Learned to Fly) è il cinquantaduesimo racconto della collana Piccoli brividi, dello scrittore statunitense R. L. Stine.
Questo è uno dei tanti racconti della serie che non presenta apparizioni di mostri spaventosi o eventi terribili e inquietanti. Infatti, sebbene la serie sia disseminata di esseri sovrannaturali e mostruosi, questa storia invece sembra raccontare una questione comune relativa all'adolescenza, ovvero la voglia di emergere che, nel caso di Jack, è quella di superare il suo rivale Wilson e conquistare Mia. Il vero "orrore" nel romanzo, probabilmente, è rappresentato dalla celebrità e dai fan che acclamano il protagonista.

## Trama
Jack Johnson è un ragazzo di Malibù perdutamente innamorato della sua compagna di scuola Mia Montez e perennemente in competizione con Wilson Schlamme, che sembra batterlo in tutto. Durante la festa di compleanno di Mia, Jack viene umiliato davanti a tutti da Wilson. Esso infatti, dopo aver dato prova di varie abilità, convince tutti a giocare a Twister e durante il gioco i pantaloni di Jack si strappano. Inoltre, Wilson regala a Mia due biglietti per il concerto a New York dei Purple Rose, il suo gruppo preferito, mentre Jack le aveva regalato un CD dello stesso gruppo. Preso dalla rabbia e dall'umiliazione, Jack fugge dalla casa di Mia.
Giunto sulla spiaggia, Jack finisce nella vecchia villa abbandonata dei Dorsey e cade accidentalmente nello scantinato. Qui trova un baule contenente un libro molto vecchio intitolato "Lezioni di volo", dove sono raffigurati uomini, donne e bambini, vestiti con abiti d'epoca volare liberamente nel cielo. Il ragazzo riesce a scappare da un gruppo di pericolosi ratti e il giorno dopo, a casa sua, legge lo strano libro. Scopre che per imparare a volare basta seguire delle semplici istruzioni: fare una serie di esercizi preliminari per poi ingerire un intruglio da preparare con gli ingredienti indicati, a cui va aggiunta una strana polverina blu contenuta in una bustina presente nel libro. Jack prepara il disgustoso intruglio, ma viene distratto da una telefonata dei genitori e nel frattempo il suo cane Morty, mangia metà della sostanza. Incredibilmente, il cane inizia a volare su nel cielo e Jack, per recuperare il suo Cocker, mangia a sua volta, con riluttanza l'intruglio. Prende il volo e salva il suo cane, riuscendo anche a volare discretamente. 
Jack decide quindi di mostrare a Mia e a Wilson la sua nuova abilità, per sorprenderli. Tuttavia, quando gli si presenta l’occasione, anche Wilson riesce a volare, poiché aveva spiato Jack e preparato a sua volta l’intruglio magico. Mia prega Jack di insegnarle a volare, ma lui rifiuta, considerandolo troppo pericoloso. Un giorno poi, Wilson sfida Jack ad una gara di volo davanti a tutta la scuola. Tutti i loro compagni scoprono meravigliati le capacità dei due ma Wilson, ancora una volta, vince la gara. Il padre di Jack fiuta subito l'opportunità di lucrare sull'abilità del figlio e lo lancia nel mondo dello spettacolo come "Il ragazzo volante". La stessa cosa avviene a Wilson. Il giorno di un'esibizione mondiale però, in cui i due ragazzi devono sfidarsi davanti agli occhi di tutti, Jack improvvisamente non riesce più a volare e viene quindi battuto da Wilson. 
Wilson diviene così una celebrità: presenzia a vari eventi e trasmissioni televisive, ma viene anche trattato come una cavia e non ha più un minuto per sé stesso. Quando torna a casa poi, è talmente stanco che non ce la fa neppure ad uscire. Jack invece aveva in realtà solo finto di non riuscire più a volare proprio per far sì che il governo prendesse Wilson per fare i suoi test e usarlo per i suoi scopi. Ora è infatti libero di frequentarsi con Mia e di volare ogni volta che ne ha la possibilità, senza che nessuno lo disturbi.

## Personaggi
- Jack Johnson: il protagonista della storia. Innamorato di Mia e in competizione con il rivale Wilson, imparerà a volare per puro caso.
- Wilson Schlamme: il rivale di Jack e, se vogliamo, "antagonista" della storia. Anche lui è innamorato di Mia e riesce a scoprire il segreto di Jack, imparando a volare.
- Mia Montez: la ragazza più carina di Malibù, viene contesa tra Jack e Wilson.
- Ted Johnson: il padre di Jack, un talent-scout che decide di lanciare il figlio nel mondo dello spettacolo come "il ragazzo volante".
- Ms. Johnson: la madre di Jack.
- Ethan Polke: il migliore amico di Jack.
- Ray: uno degli amici di Jack.
- Kara: un'amica di Mia.
- Angela Montez: la nuova compagna del padre di Mia.
- Morty: il cane di Jack, di razza cocker.
- Terminator: il cane di Wilson, di razza labrador.

## Edizioni
- R. L. Stine, Il ragazzo volante, traduzione di Cristina Scalabrini, collana Piccoli brividi, Arnoldo Mondadori Editore, 1999,  p. 155, ISBN 88-04-46147-0.